# Busi Mhlongo
Busisiwe "Busi" Victoria Mhlongo, née le 28 octobre 1947 à Inanda, dans la province du Natal en Afrique du Sud et  morte le 15 juin 2010  à Durban, est une chanteuse et compositrice sud-africaine qui a chanté contre l'apartheid et s'est inspirée du maskanda, la musique des mineurs zoulous et du mbaqanga.

## Biographie
Née en 1947 au sein d'une famille de musiciens, Busi Mhlongo est dès son adolescence active comme chanteuse et danseuse sous le nom de Vicky Mhlongo (enregistrant notamment une reprise de My Boy Lollipop en 1963, qui est un succès),,. Elle joue dans des comédies musicales et dans un contexte jazz avec les Big Five de Early Mabuza, qu'elle épouse.
Elle a fait une tournée au Mozambique avec les  African Follies et se produit au Portugal en 1969. 
En 1970, elle quitte l'Afrique du Sud, pour vivre en Europe. Elle chante Jabula avec Julian Bahuhlas, est parfois la chanteuse principale de Osibisa, et se produit également avec Dudu Pukwana et avec Hugh Masekela. Puis, elle dirige son propre groupe,Twasa. Avec Ifang Bondi, elle se produit au Africa Roots Festival à Amsterdam. 
En 1993, elle a sorti son album Barbentu (sur lequel le Guitariste Robert "Doc" Mthalane participe). Durant ces années 1990, période d'évolution de l'Afrique du Sud vers une démocratie multiculturelle et l'accession au pouvoir de Nelson Mandela et du congrès national africain, elle revient dans son pays natal et y travaille avec des musiciens tels que Philip Tabane, Mabe Thobejane, Sipho Gumede, et d'autres. 
En 2000, elle reçoit trois South African Music Awards (meilleur artiste, meilleur album contemporain et meilleur albumpop africain). Son album UrbanZulu, en 1998, reçoit de bonnes critiques,. Elle se voit décerner un Kora Award en 2003. En raison d'un cancer du sein, elle se retire des scènes musicales en 2007. 
Elle meurt le 15 juin 2010 : quelques jours plus tard, un hommage lui est rendu sur scène en France au festival de musiques du monde toulousain, par Thandiswa Mazwai, lors d'un concert célébrant le combat sud-africain contre l'apartheid : « C'était une amie très proche, je l'ai accompagnée pendant sa maladie ».